# Michal Greisiger
Michal Greisiger (25. prosince 1851 Stráne pod Tatrami – 10. září 1912 Spišská Belá) byl slovenský přírodovědec, lékař, amatérský entomolog-lepidopterolog, koleopterolog a ornitolog. 

## Život a dílo
Narodil ¨se ve Stráních pod Tatrami, v početné rodině rolníka Michala a Marie, rozené Faixové. Základní školu skončil ve svém rodišti, poté studoval na gymnáziu v Kežmarku, kde maturoval v roce 1872. Po maturitě se zapsal na Vídeňskou univerzitu. S velkým zájmem studoval přírodní vědy a využíval všech možností, jak se v nich zdokonalit. Později se zapsal na lékařskou fakultu v Budapešti, kde dne 8. prosince 1877 promoval. Po promoci se usadil jako praktický lékař ve Spišské Belé, kde se také oženil a měl 4 dcery. 
Během svého působení se zaměřil hlavně na vlastivědný výzkum, převážně okolní zajímavé vysokohorské tatranské přírody. Zabýval se i botanikou, zoologií, archeologií, paleontologií a kulturní historií Spiše. Zabýval se i ornitologií, přičemž se věnoval hlavně studiu stěhovavého ptactva. Vedle práce městského lékaře se Michal Greisiger věnoval zkoumání flóry a fauny Spiše a archeologickým výzkumům v regionu. Během svého života se stal jedním ze zakládajících členů Uherského karpatského spolku, kde byl i jeho funkcionářem. Od roku 1881 byl také členem Rakousko-uherského ornitologického spolku.
Jeho sbírku hmyzu odkoupilo kežmarské gymnázium. Ve Spišské Belé je Muzeum Dr. Michala Greisigera